# Cyfomandra grubolistna
Cyfomandra grubolistna (tamarillo, pomidor drzewiasty, zgrabka grubolistna, zgrabka burakowata) Cyphomandra betacea – gatunek rośliny z rodziny psiankowatych. Występuje w stanie dzikim na terenie Peru, Chile, Ekwadoru oraz Boliwii. Jest uprawiany w Argentynie, Australii, Brazylii, Portugalii, Kolumbii, Kenii, Stanach Zjednoczonych, Wenezueli i w Nowej Zelandii. Posiada jadalne owoce wielkości od 2 do 8 cm, występujące w 8 odmianach barwnych, m.in. czerwonej (najczęściej spotykanej w handlu), żółtej czy pomarańczowej. Są podobne do pomidora, mają galaretowaty miąższ i mało wyrazisty smak. Są też z nim spokrewnione – tak jak on należą do psiankowatych, choć krzewy cyfomandry osiągają rozmiary niewielkich drzewek.

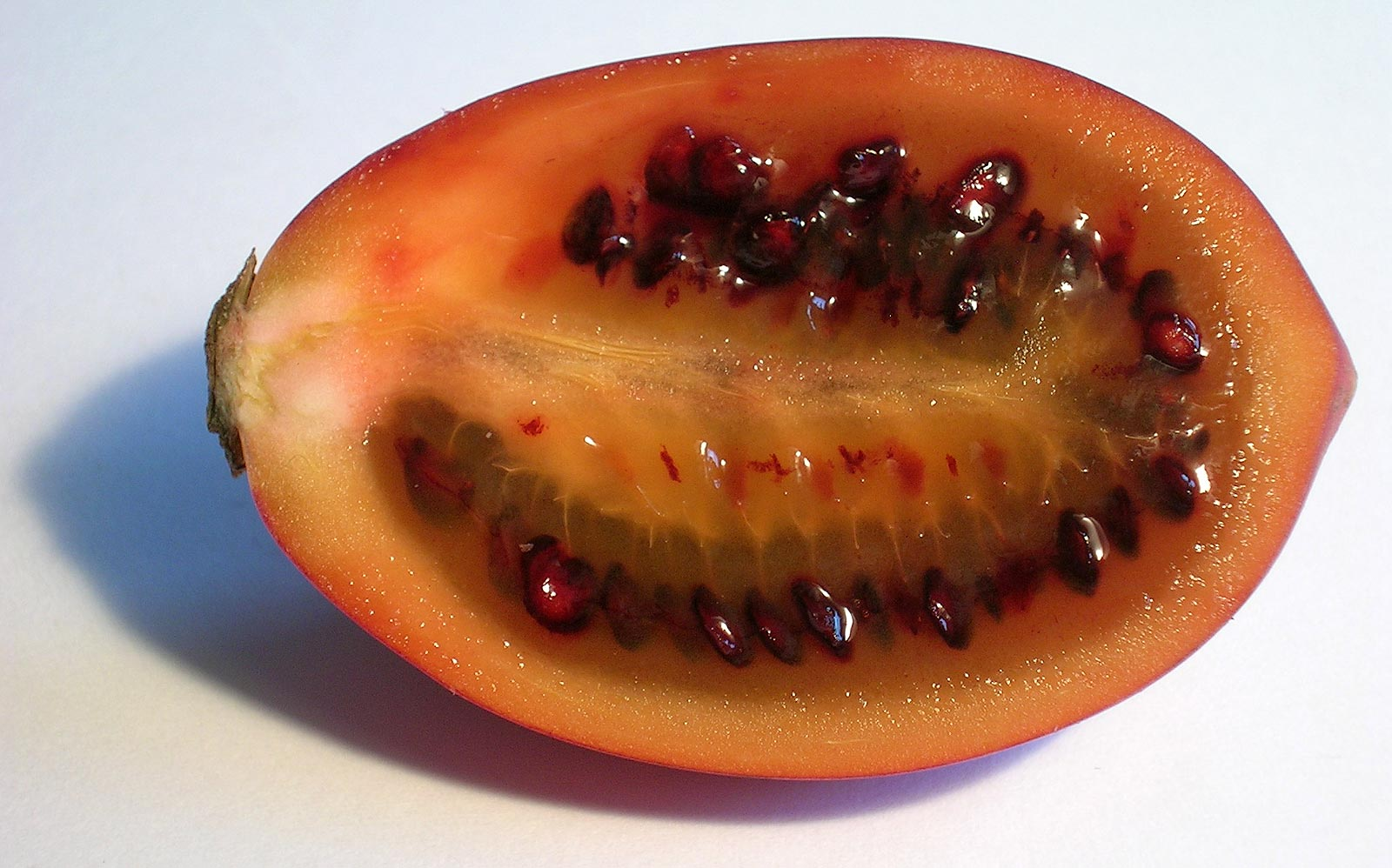
Miąższ owocu pomidora drzewiastego